# Partido Socialista Laborista de Gibraltar
El Partido Socialista Laborista de Gibraltar (en inglés: Gibraltar Socialist Labour Party, GSLP) es un partido político del territorio británico de ultramar de Gibraltar. Fundado en 1978, es el partido político más antiguo de los que hoy existen en el peñón, y el que desde 2011 gobierna a través del ministro principal de Gibraltar, el abogado y político Fabian Picardo. Desde 2003 el GSLP forma una coalición electoral con el Partido Liberal de Gibraltar, que actualmente es su socio de gobierno.
De origen sindical, el GSLP fue fundado por Joe Bossano, líder gibraltareño del Sindicato General de Transportes, con presencia el Reino Unido. Bossano fue ministro principal de Gibraltar durante ocho años, de 1988 a 1996, y presidente del GSLP hasta 2011, año en el que le sucedió Picardo.
Al igual que el resto de partidos políticos gibraltareños, el GSLP reclama el derecho de autodeterminación para Gibraltar y se opone a cualquier negociación sobre cambios en la posesión o soberanía gibraltareña. El GSLP no considera que la Constitución gibraltareña de 2006 haya sido un mecanismo válido para descolonizar el peñón, situación a la que, según ellos, sólo se llegaría con autogobierno pleno para Gibraltar, y solicita permanentemente la participación de las autoridades gibraltareñas en el Comité de Descolonización de la ONU. La política del GSLP se caracteriza por su hostilidad con España, ofreciendo un menor nivel de cooperación que el que concedía el Partido Socialdemócrata en sus años de gobierno. Desde la vuelta al poder del GSLP ha aumentado el número y la importancia de los incidentes diplomáticos con España.

## Resultados electorales
| Elecciones | Candidato      | Votos       | % de votos | Escaños | Gobierno             |
| ---------- | -------------- | ----------- | ---------- | ------- | -------------------- |
| 1980       | Joe Bossano    |             |            | 1/15    | Oposición            |
| 1984       | Joe Bossano    | 32 534 (#2) | 34,18 %    | 7/15    | Oposición            |
| 1988       | Joe Bossano    | 60 626 (#1) | 58,22 %    | 8/15    | Gobierno mayoritario |
| 1992       | Joe Bossano    | 65 997 (#1) | 73,07 %    | 8/15    | Gobierno mayoritario |
| 1996       | Joe Bossano    | 54 463 (#2) | 42,95 %    | 7/15    | Oposición            |
| 2000       | Joe Bossano    | 46 896 (#2) | 40,57 %    | 7/15    | Oposición            |
| 2003a      | Joe Bossano    | 28 382 (#2) | 25,08 %    | 5/17    | Oposición            |
| 2007a      | Joe Bossano    | 49 277 (#2) | 31,84 %    | 4/17    | Oposición            |
| 2011a      | Fabian Picardo | 59 824 (#2) | 34,23 %    | 7/17    | Coalición            |
| 2015a      | Fabian Picardo | 70 551 (#1) | 47,83 %    | 7/17    | Coalición            |
| 2019a      | Fabian Picardo | 58 576 (#1) | 37,00 %    | 7/17    | Coalición            |
| 2023a      | Fabian Picardo | 63 700 (#2) | 35,44 %    | 7/17    | Coalición            |

a En la coalición Alianza con el Partido Liberal de Gibraltar